# Sub-Lieutenant
Sub-Lieutenant ist ein Offiziersrang der britischen Royal Navy und der kanadischen Royal Canadian Navy. Er ist in der britischen Marine der Eingangsdienstgrad für Soldaten mit abgeschlossenem Studium, unmittelbar unter dem Rang des Lieutenants (entspr. dt. Kapitänleutnant). Nach Abschluss der Ausbildung beim Eintritt in die Truppe wird der Dienstgrad bestätigt und das Offizierspatent mit dem OF-1b, rückdatiert auf die anfängliche Erlangung des Ranges Sub-Lieutenant, ausgestellt. In der kanadischen Marine ist der Eingangsdienstgrad dagegen der Acting Sub-Lieutenant (A/Slt).
In der NATO wird ein britischer und kanadischer Sub-Lieutenant (SLt) einem deutschen Oberleutnant zur See gleichgestellt.
Historisch existierte auch in der British Army kurzzeitig der Offiziersrang eines Sub-Lieutenant. Er wurde im Rahmen der Cardwell-Reformen
1871 eingeführt und ersetzte den Rang des Ensign in Infanterie- und des Cornet in Kavallerie-Regimentern. Bereits 1877 wurde dieser Dienstrang wieder abgeschafft und einheitlich für alle Regimenter der British Army durch den Rang des Second Lieutenant ersetzt. Alle genannten Army-Ränge stellten den niedrigsten Offiziersdienstgrad dar und rangierten unmittelbar unter dem Rang des Lieutenant.